# Kolomania pilosa
Kolomania pilosa är en tvåvingeart som först beskrevs av Pleske 1922.  Kolomania pilosa ingår i släktet Kolomania och familjen vapenflugor. Inga underarter finns listade i Catalogue of Life.